# Тускаев, Таймураз Русланович
Таймура́з Русла́нович Туска́ев (осет. Таймураз Русланы фырт Тускъати; род. 22 августа 1966, Орджоникидзе) — российский государственный и научный деятель. Председатель Парламента Республики Северная Осетия-Алания с 22 сентября 2022 г. Председатель правительства Республики Северная Осетия с сентября 2016 по октябрь 2021 г. С октября 2021 по сентябрь 2022 г. — врио ректора ГГАУ. Доктор экономических наук, профессор, действительный член (академик) Европейской академии естественных наук.

## Биография
Родился 22 августа 1966 года в городе Орджоникидзе. Отец Руслан Мухарбекович Тускаев более 20 лет работал главным инженером в колхозе «Ираф» (Ирафский район РСО-Алания). Мать Таисия Дзамболатовна Тускаева работала заместителем главного врача по лечебной части Ирафской больницы, «Заслуженный врач РСО-Алания».
В 1983 году Таймураз окончил среднюю школу № 1 в селении Чикола Ирафского района СОАССР.
В 1989 году окончил экономический факультет Горского сельскохозяйственного института (ныне ГГАУ) и получил специальность «экономист по бухгалтерскому учёту».
С 1989 по 1992 г. — главный бухгалтер совхоза им. Н. А. Вознесенского Чернского района Тульской области.
С 1992 по 1995 г. — аспирант Горского государственного аграрного университета по специальности «Экономика и управление народного хозяйства».
В 1995 году начал преподавательскую деятельность в ГГАУ, является доктором экономических наук, профессором, заведующим кафедрой бухгалтерского учёта.
В 1996 году защитил кандидатскую диссертацию на соискание ученой степени кандидата экономических наук по теме: «Обоснование приоритетных направлений повышения эффективности использования водно-земельных ресурсов орошаемого земледелия в условиях рыночной экономики».
В 2003 году окончил Московскую сельскохозяйственную академию им. К. А. Тимирязева. Защитил докторскую диссертацию на тему «Управление техническим потенциалом сельскохозяйственного производства».
Основная тематика научных работ — управление техническим потенциалом сельскохозяйственного производства. Является соавтором учебника для вузов «Формирование и использование технического потенциала сельскохозяйственного производства» («Лань», 2005 г.).
С 1996 по 2000 г. — главный бухгалтер ЗАО «Ариана».
С 2000 по 2005 г. — финансовый директор ЗАО «Ариана».
С 2005 по 2010 г. — генеральный директор ЗАО «Ариана».
С 2007 года действительный член (академик) Европейской академии естественных наук.
С 2007 по 2014 г. — президент федерации греко-римской борьбы РСО-Алания.
В 2008 году был избран депутатом Парламента РСО-Алания 4 созыва по Ирафскому избирательного округу.
С 2010 по 2012 г. возглавлял комитет Парламента РСО-Алания по бюджету, налогам, собственности и кредитным организациям. Член фракции «Единая Россия».
С 2013 года — член Попечительского Совета Северо-Осетинского республиканского отделения Всероссийского общества охраны природы.
С 2013 года — член Общественной Палаты РСО-Алания.
С 2015 года — член Общественной Палаты РФ.
С октября 2015 года — первый заместитель Председателя Правительства РСО-Алания.
1 марта 2016 года Указом Главы РСО-Алания № 28 назначен временно исполняющим обязанности Председателя Правительства РСО-Алания.
С сентября 2016 по октябрь 2021 года Председатель Правительства РСО-Алания.
С октября 2021 по сентябрь 2022 года — врио ректора ГГАУ.
22 сентября 2022 года избран Председателем Парламента РСО-Алания седьмого созыва.

## Санкции
6 марта 2022 года после вторжения России на Украину подписал письмо в поддержу российской агрессии. С 9 июня 2022 года находится под персональными санкциями Украины за поддержку войны. Также был внесён ФБК в список коррупционеров и разжигателей войны за поддержку нападения на Украину, 16 марта 2022 года форумом свободной России внесён в «Список Путина» и доклад «поджигателей войны» с предложением введения против него международных санкций.

## Семья
Женат, трое детей

## Произведения, научные труды

### Произведения
- «Формирование и использование технического потенциала сельскохозяйственного производства» — учебник для вузов, соавтор, издание «Лань», 2005 год.[7]

### Научные труды
- «Обоснование приоритетных направлений повышения эффективности использования водно-земельных ресурсов орошаемого земледелия в условиях рыночной экономики» — кандидатская диссертация на соискание ученой степени кандидата экономических наук, 1996 год.[8]
- «Управление техническим потенциалом сельскохозяйственного производства» — докторская диссертация, 2003 год.[9]
- «Проблемы инновационного развития агропромышленного комплекса России» — научная статья по специальности «Экономика и экономические науки», 2010 год.[10]
- «Стратегические ориентиры инновационного направления развития аграрного сектора экономики» — научная статья по специальности «Экономика и экономические науки», 2013 год.[11]

## Учёные звания, степени
- Доктор экономических наук.
- Профессор.
- Академик Европейской академии естественных наук.

## Награды
- Нагрудный знак «За цифровизацию Алании» (февраль 2019 года) — за внедрение инновационных проектов в сфере развития цифровой экономики Республики Северная Осетия-Алания[12];
- Медаль «В ознаменование 10-летия Победы в Отечественной войне народа Южной Осетии» (21 августа 2018 года, Южная Осетия) — за вклад в развитие и укрепление дружественных отношений между народами и в связи с празднованием 10-й годовщины признания Российской Федерацией Республики Южная Осетия в качестве суверенного и независимого государства[13].
- Медаль «В ознаменование 15-летия победы в Отечественной войне народа Южной Осетии» (24 августа 2024 года, Южная Осетия) — за заслуги в деле укрепления сотрудничества между Республикой Южная Осетия и Республикой Северная Осетия-Алания и в связи с празднованием Дня признания независимости Республики Южная Осетия[14].